# 聖パンテレイモン
聖パンテレイモン（不明 - 305年頃、ギリシア語: Παντελεήμων, 英語: Panteleimon, ロシア語: Пантелеимон）は、正教会・非カルケドン派・カトリック教会・聖公会において崇敬されているキリスト教の聖人。
正教会においては聖大致命者・廉施者（れんししゃ）の称号を持つ。医師であったため、治癒者・施療医（せりょうい）とも呼ばれる。
「パンテレイモン」とは「最も慈悲ある者」との意。洗礼を受ける前の名はパントレオン（ギリシア語: Παντολεων, 英語: Pantaleon, ロシア語: Пантолеон）であり、これは「いかなる時も獅子のようであれ」との意味である。
生年は諸説あって定かではないが、教会の伝承は彼が若くして致命（殉教）したことを伝えている。

## 伝承
以下は、教会の伝承に伝えられる聖パンテレイモンの生涯である（固有名詞表記は正教会による参考文献に則った）。
パントレオンの父は異教徒であったが、母は熱心なハリスティアニン（クリスチャンの教会スラヴ語読み）であった。母はハリストス教（ハリストス：キリストのギリシャ語読み）の教えをパンテレイモンに教えたが、パントレオンが幼い時に永眠した。その後、パントレオンは父から多神教徒として育てられていった。
父の意向により、皇帝の侍医であるエウフロシムに医術を教えられたパントレオンは学業優秀で、皇帝にも気に入られ、皇帝からは将来の侍医として期待されることとなった。
医術を学びに行く通学路で、老司祭エルモライから声をかけられた事がきっかけで、母の教えを思い出したパントレオンはエルモライからハリストス教の教えを受けた。やがてパントレオンのイイスス・ハリストスに向けた祈りによって道端の蛇に咬まれた少年が助かる奇蹟が起きた事をきっかけに、パントレオンは洗礼を受け、パンテレイモンと名を改めた。
のちに、パンテレイモンによる盲人の癒しの奇蹟を見た父も、癒された盲人も、老司祭エルモライから洗礼を受けた。
父の永眠後、莫大な遺産をパンテレイモンは使用人や貧しい者に分けた。パンテレイモンはまた多くの病人を癒し、名声は高まった。
その名声に嫉妬した同業の医師達が、パンテレイモンが皇帝の禁じるハリスティアニンである事を皇帝に告発して罰する事を勧めた。皇帝は怒り、パンテレイモンを拷問（鞭打ちと、その傷に火を当てるというもの）にかけて棄教を迫った。拷問を受けたにもかかわらずパンテレイモンが棄教を断ると、皇帝は様々な刑罰を試みた。大釜にスズを沸かしてパンテレイモンを沈めたが、パンテレイモンは無事であった。大きな石をくくりつけて海に沈めたが、パンテレイモンは浮かんできて無事であった。猛獣に噛み殺させようとしたが、猛獣はパンテレイモンの足を舐めて戯れた。鋭い針に覆われた車に縛り付けられたが無事であった。
怒った皇帝が「誰がこのような魔術をお前に教えたのか」とパンテレイモンに問うと、パンテレイモンは「司祭エルモライは、魔術ではなく、ハリストス教の敬虔さを私に教えました。」と答えた。パンテレイモンはエルモライがハリストスの名のために致命（殉教）を恐れない人である事を知っていたため、このようにエルモライの名を隠さず述べた。
エルモライは皇帝の命令によって自分を呼びに来たパンテレイモンを見て喜び、昨夜イイスス・ハリストスが夢に現れてこれから起きる致命のことを知らせた事をパンテレイモンに告げた。
エルモライは皇帝から仲間の有無を問われ、同居人であるエルミップとアルモクラトの二人を指名した。この三人はその日の内に打ち殺された。7月26日（グレゴリオ暦の8月8日に相当）がかれらの記憶日となっている。
翌日、パンテレイモンの斬首刑が執行された。オリーブの樹にくくりつけられたパンテレイモンが祈りを終えるまで首には刃が立たず、パンテレイモンが祈りを終えてから斬首が行われた。するとオリーブの樹は果実で覆われた。刑を執行した兵士をはじめとしたその場に居た多くの者が主（神）を信じたが、皇帝はなお信じず、オリーブの樹を伐採し、パンテレイモンの遺体を焼くように命じた。しかし遺体は全く焼け爛れなかった。
その後ハリスティアニン達は、その遺体を丁重に葬った。不朽体の一部は、アトス山の聖パンテレイモン修道院に蔵されている。

## 崇敬

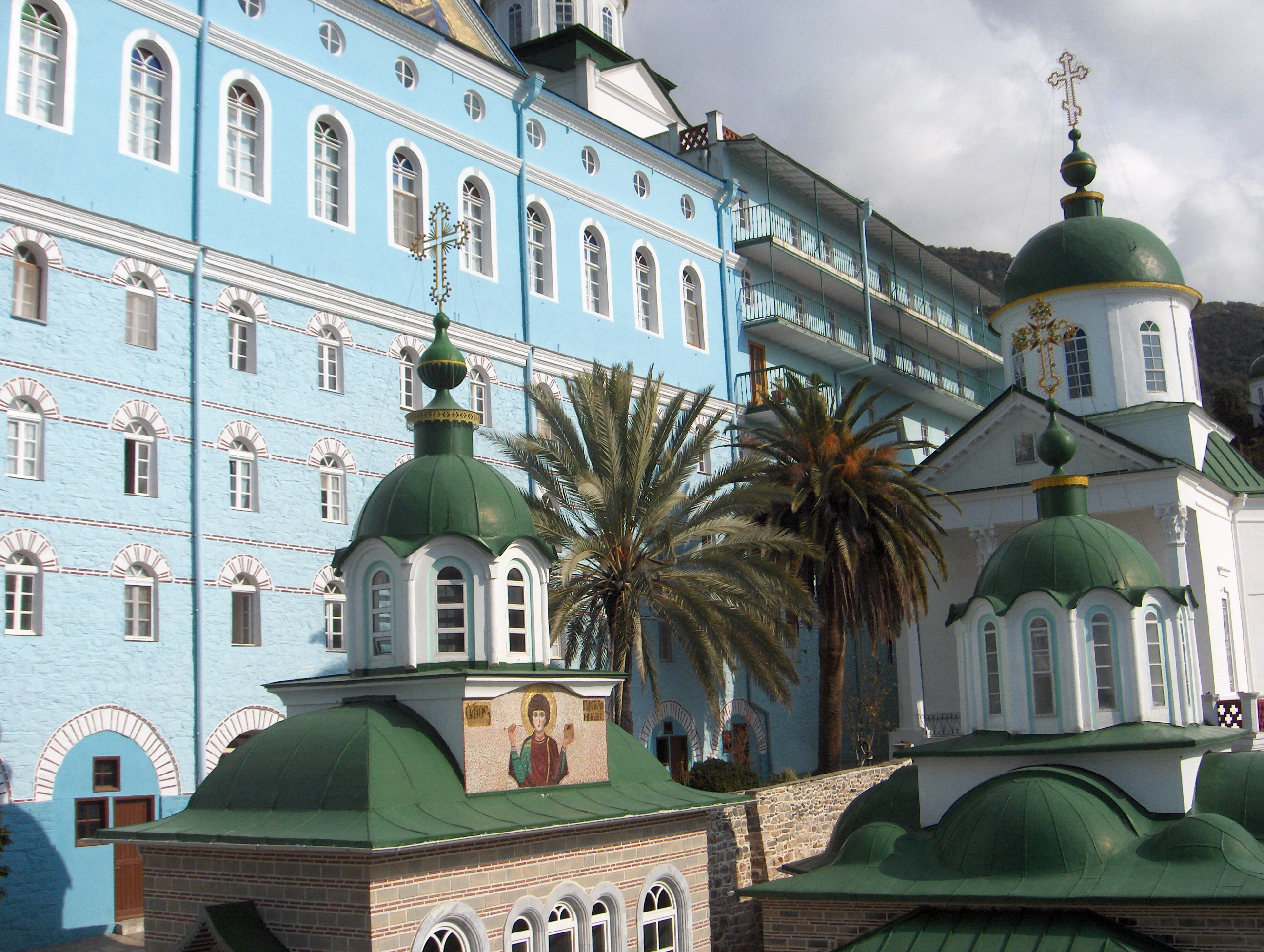
聖パンテレイモン修道院 (アトス山)

治癒者として崇敬を集めるほか、各地に聖パンテレイモンを記憶する聖堂・修道院がある。
アトス山にある聖パンテレイモン修道院は、アトス山を管轄するコンスタンディヌーポリ総主教庁の下にありつつも、ロシア人修道士が集い、教会スラヴ語で祈り、ロシア正教会の伝統に則って奉神礼を行う修道院となっている。
セルゲイ・ラフマニノフに『治癒者聖パンテレイモン』という合唱曲作品がある。また、ニコライ・リョーリフに、パンテレイモンを題材にした絵画がある。